# Ярославский троллейбус
Яросла́вский тролле́йбус — троллейбусная система города Ярославля. Открытие троллейбусного движения состоялось 7 ноября 1949 года. Перевозку пассажиров осуществляет АО «Яргорэлектротранс» («ЯрГЭТ»).

## История
В 1936 году на Ярославском государственном автомобильном заводе освоили выпуск троллейбусов. Машины моделей ЯТБ-1, а позже ЯТБ-2 и ЯТБ-4 изготавливали для Москвы и Ленинграда, также специально для Москвы было построено 10 уникальных двухъярусных машин ЯТБ-3. В самом Ярославле, однако, троллейбусы не использовали — хватало разветвлённой трамвайной сети. В мае-июне 1941 года производство троллейбусов было передано в Ташкент.

### 1949—1960. Начало развития
Движение троллейбусов в Ярославле открыли 7 ноября 1949 года. Первая линия была проложена от станции Всполье по улице Свободы до Красной площади (сейчас это маршрут № 1, удлинённый до ЯШЗ), где начали работать 6 машин МТБ-82. Позже проложили ещё два новых маршрута: № 2 и № 3, соединившие Республиканскую улицу, площадь Труда и проспект Ленина. «Двойка» двигалась по часовой стрелке, «тройка» — в обратную сторону. В конце 50-х троллейбус № 4 связал гостиницу «Турист» и посёлок Иваньково.

### 1960—1998. Обновление парка, пик развития системы
В 1960-е годы в город поставляли машины ЗиУ-5. Полная замена парка на ЗиУ-9 произошла к началу 1980-х годов. В конце 80-х — начале 90-х годов в городе действовало 10 маршрутов, один из них (№ 6) выходил даже за городскую черту — к отдалённой 3-й проходной Новоярославского НПЗ. В 90-е годы новые машины поступали стабильно, правда, их заводское качество иногда оставляло желать лучшего. Большая часть этих машин уже списана.

### 1998—2008. Сочленённые троллейбусы, закрытие части маршрутов

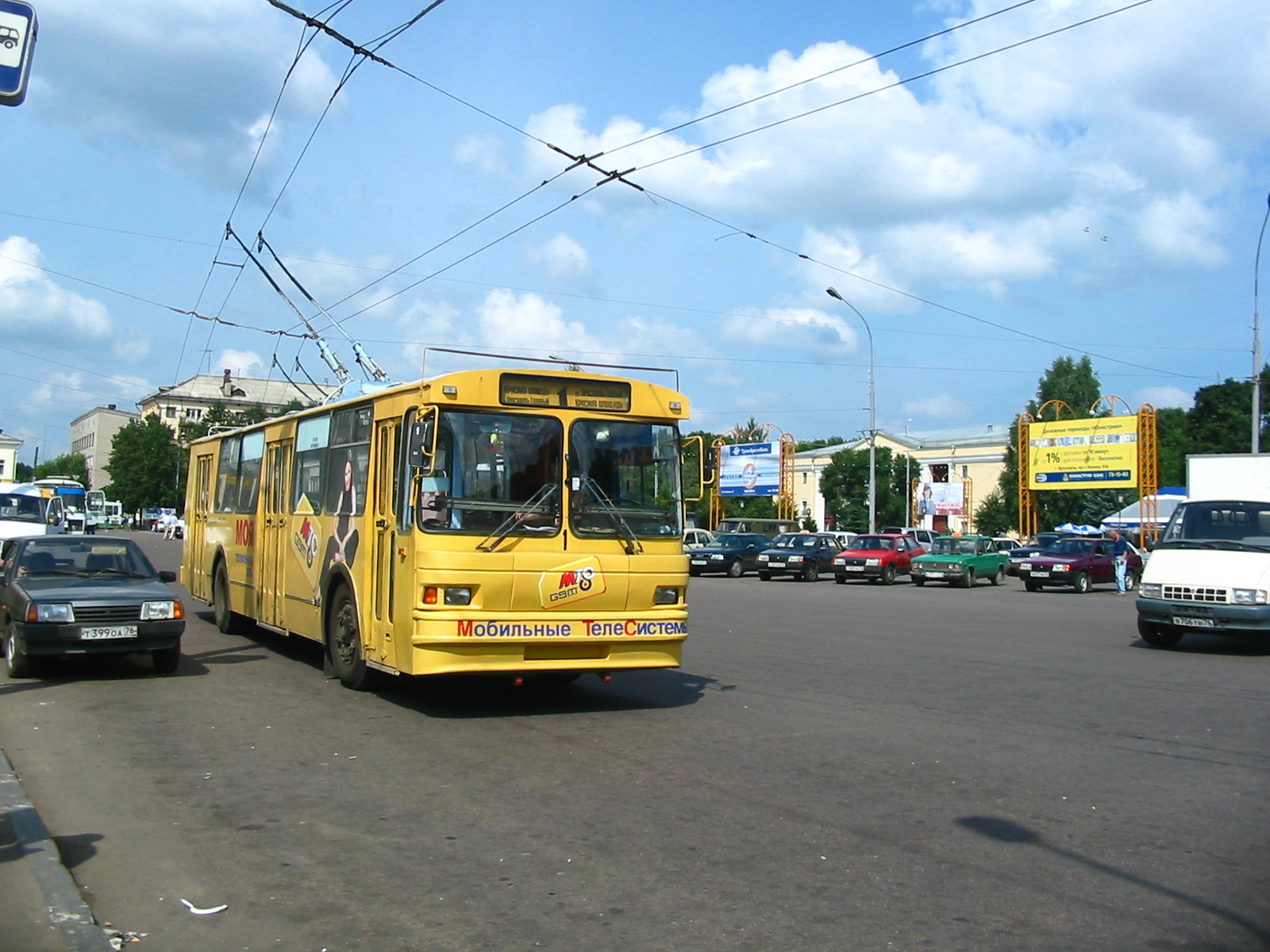
Троллейбус с пластиковой маской от МАЗ-104, откапиталенный в начале 2000-х (фото 2003)

В 1998 году город получил 2 первые сочленённые машины ЗиУ-6205, которые работают и по сей день на маршруте № 9. В 2002 году сочленённые троллейбусы («гармошки») составляли уже четверть парка — в депо города поступило 30 таких машин. На линии города в это время ежедневно выходили около 110—115 троллейбусов. В начале 2000-х годов на военной инженерной базе № 81 был освоен капитально-восстановительный ремонт троллейбусов. Внешне отремонтированные на этой базе машины резко выделяются на фоне остальных — передний обтекатель и задний борт на них поставлены от автобусов МАЗ-104, также собираемых на этой базе. В начале 2000-х закрыли нерентабельные маршруты № 2, 6, 10, демонтировали троллейбусную линию на НПЗ длиной более 5 км. Позже маршрут № 2 был восстановлен, но он стал выполнять лишь несколько рейсов в день.

### 2008—2013. Изменение маршрутов, стагнация системы
В 2008 году после длительного перерыва закупили 50 троллейбусов, среди них 5 низкопольных и 5 сочленённых машин. В 2009 году была закрыта линия с односторонней закольцовкой по улицам Республиканская, Пушкина и Собинова (конечная маршрутов № 2 и 7 формально находилась в 140 метрах от Мемориального дома-музея Л. В. Собинова), после чего маршруты № 2 и 7 были укорочены. Полностью контактная сеть была снята к 2015 году. В том же году построили новую линию троллейбуса № 6 по Большой Октябрьской улице для замены закрытого трамвайного маршрута № 3. Летом и осенью 2009 года были частично реорганизованы маршруты № 3 и 4 — маршрут № 3 продлён до Ярославля-Главного, а № 4 изменён. В это же время в городе сократили количество троллейбусов — отменили часть рейсов, выпуск сократили со 102 до 86 машин. Из-за ремонта дорожной сети и других причин в 2009—2012 годы временно на несколько месяцев закрыли 3, 4, 5, 9 маршруты. Как правило, эти временные закрытия сопровождались сокращением выпуска и увеличением интервалов на маршрутах. Особенно примечателен случай с закрытием самой выгодной линии ярославского троллейбуса — Московского проспекта. До ремонта на этой линии работало 38 троллейбусов, а после завершения дорожных работ на линию вернулись лишь 25 машин.
После открытия линии троллейбуса по Большой Октябрьской улице планировали объединить маршруты 5 и 6. Но первыми идею подхватили в МУП «ПАТП-1», пустив по этому маршруту сначала маршрутку, а позже заменили её на автобус. В 2010 году поступили 16 б/у троллейбусов ЛиАЗ-5280 (ВЗТМ) из Новороссийска, а в 2012 году — 14 новых троллейбусов ТролЗа «Оптима» с возможностью автономного хода. Одновременно списали почти половину сочленённых троллейбусов, которые к этому времени выработали свой ресурс. В резку пошли и капитально отремонтированные троллейбусы местной сборки.

### 2013—2018. Реорганизация маршрутов
В целом перспективы троллейбуса выглядят стабильными. В 2013 году мэр Ярославля Евгений Урлашов озвучил свою позицию по электротранспорту, назвав его затратным и сделал ставку на развитие муниципального автобусного транспорта. Тем не менее озвучены планы по продлению 8 маршрута до Нефтестроя в одну сторону и до 15-го микрорайона Северного района в другую. Кроме того, есть вероятность, что троллейбусы заменят трамвайное движение на улице Чкалова.
С лета 2014 года начата реорганизация маршрутной сети города, проведено несколько телефонных голосований по поводу изменений маршрутов. Первым изменением стало продление маршрута № 5 с 15 октября 2014 года от Богоявленской площади до Красной площади. Вторым — объединение маршрутов № 9 и № 8, однако голосующие были против этого, предпочтя оставить всё как есть. Также, впервые для ярославского троллейбуса, на этом маршруте введены графики «с подменами на обед», то есть троллейбус не стоит на конечной станции, пока основной водитель обедает, а продолжает работать на линии. До этого подобный тип графиков применялся только на трамвайных маршрутах ввиду нехватки путей на конечных станциях для постановки вагонов на обед.
27 февраля 2015 года маршрут № 5 «Улица Рыкачёва — Красная площадь» сокращён до Богоявленской площади.
4 марта 2015 года временно прекращено движение по маршруту № 2 «Октябрьская площадь — Улица Громова». Однако маршрут был после исключён из реестра маршрутов в 2022 году.
23 декабря 2016 года маршруты № 5 «Улица Рыкачёва — Богоявленская площадь», 6 «Ярославль-Главный — Богоявленская площадь» объединены в маршрут № 5 «Улица Рыкачёва — Ярославль-Главный» с выпуском 14 троллейбусов в рабочие дни, 13 троллейбусов в выходные дни.
22 декабря 2017 года начал работу «Волшебный троллейбус», выполнявший рейсы от вокзала Ярославль-Главный до площади Волкова. Во время поездки детей развлекали Дед Мороз, Снегурочка и другие сказочные герои. Приобрести билет на поездку можно было на специальном сайте.

### 2018—2022. Постепенная деградация системы
В 2018 году планировалось возобновить движение троллейбусного маршрута № 2 от улицы Громова до Ярославля-Главного.
В 2018 году впервые после шестилетнего перерыва под залог депо были закуплены три новых красных троллейбуса ВМЗ-5298.01-50 «Авангард» производства Вологодского завода. В 2019 году поступили ещё шесть.
9 июня 2018 года возобновлена работа маршрута № 6. Для работы на маршруте приобретены два новых троллейбуса ВМЗ-5298.01 «Авангард».
С 1 января 2019 года закрыли маршрут № 6 и продлили маршрут № 5 до Ярославля-Главного по Большой Октябрьской улице.

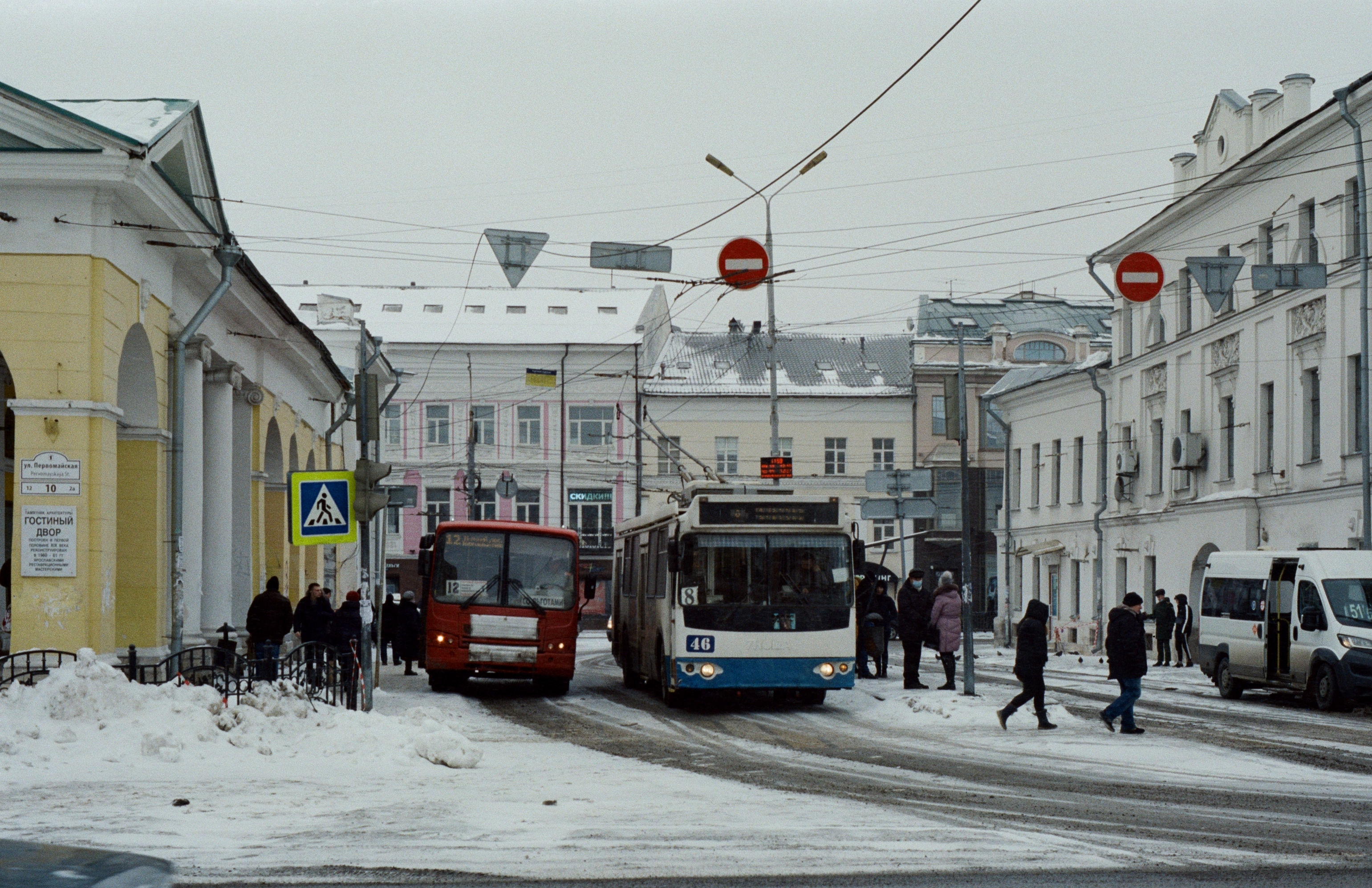
Троллейбус на центральном пересадочном узле, остановка Торговый Переулок (2021)

С лета 2019 года на базе ПАТП № 1 Ярославля был основан КР троллейбусов. В июле-августе ЯрГЭТ начал отправлять троллейбусы для КР кузова.
Были отправлены машины:
- ЗиУ-682Г-016.02 с б/н 2.(КР был закончен к 13 августа).
- ЗиУ-682Г-016.02 с б/н 135 (КР был окончен к 6 декабря).
- ЗиУ-682Г-016.02 с б/н 106 (КР был окончен к 1 февраля 2020 г.).
- ЗиУ-682Г-016.02 с б/н 122 (КР был окончен к 16 марта 2020 г.).
- Тролза-62052.01 [62052Б] с б/н 147 (КР был окончен к 6 июля 2020 г.).
- ЗиУ-682Г-016.02 с б/н 93 (КР был окончен к 30 июля 2020 г.).
- ЗиУ-682Г-016.02 с б/н 143 (КР был окончен к 17 августа 2020 г.).

16 декабря на улицы города вышел новогодний троллейбус, курсирующий по маршруту № 1. Машина, украшенная гирляндами и мишурой, создаёт атмосферу новогоднего настроения.
26 февраля 2020 года на пресс-конференции в АО «ЯрГЭТ» было объявлено о закрытие троллейбусного депо № 1 с 1 апреля 2020 года. Подвижной состав планируется выпускать из троллейбусного депо № 2, расположенного в условно самой южной точке сети. Закрытие депо не повлияло на маршруты троллейбуса.
Постепенно троллейбусы стали выпускаться из Депо № 2:
- С 24 марта 2020 года выпуск троллейбусов на маршрут № 1 осуществляется из Депо-2.
- С 25 марта 2020 года выпуск троллейбусов на маршрут № 7 осуществляется из Депо-2.
- С 28 марта 2020 года выпуск троллейбусов на маршрут № 8 осуществляется из Депо-2.

26 февраля 2020 года на пресс-конференции в «Яргорэлектротрансе» было объявлено о планируемом приостановлении работы троллейбусного маршрута № 8 с 1 апреля в связи с закрытием троллейбусного депо № 1. Подвижной состав планировалось перераспределить на другие маршруты. 4 марта на заседании муниципалитета Ярославля мэр города Владимир Волков заявил, что троллейбусный маршрут № 8 будет сохранён.
28 марта 2020 года троллейбусное депо № 1 было закрыто, а территория отдана под строительство жилого комплекса «Сердце Ярославля» компании «3-RED». Соглашение между застройщиком, «Яргорэлектротрансом» и КУМИ предусматривало строительство новой тяговой подстанции (80-95 млн рублей), покупку «не менее 10» (по другим данным — 20) новых троллейбусов (80 млн рублей), развитие «Яргорэлектротранса» (131,692 млн рублей), передачу 1320 м² жилых помещений и 75м² нежилых площадей в собственность мэрии Ярославля и «Яргорэлектротранса». Контракт был подписан на 5 лет. По состоянию на 2022 год введена в строй новая тяговая подстанция.
С 16 сентября 2020 года начата перевозка троллейбусов из Твери в Ярославль, в связи с закрытием троллейбусной системы Твери.
В 4 квартале 2022 года из реестра муниципальных маршрутов регулярных перевозок на территории города Ярославля исключены троллейбусные маршруты № 2 (фактически движение прекращено 4 марта 2015 года), № 3к (временный маршрут на период ремонта Тутаевского шоссе).
25 декабря на линию вышел новогодний «Волшебный» троллейбус.
В 2023 году планируется сокращение количества подвижного состава на троллейбусных маршрутах, тем самым в 2023 году было сокращено количество подвижного состава с 74 до 69 машин в будние дни, с 63 до 57 в выходные.
С 1 мая 2025 года сокращено количество машин на маршрутах №№ 1 — с 12 до 5, 8 — с 8 до 2, 9 — с 13 до 11. Маршрут № 8 переведён на режим работы по будням.
В 2025-2026 годах планируется закупка 68 новых троллейбусов с автономным ходом, продление маршрутов до 15 микрорайона и «Норских резиденций». Также планируется убрать из центра города () троллейбусные провода.

## Подвижной состав

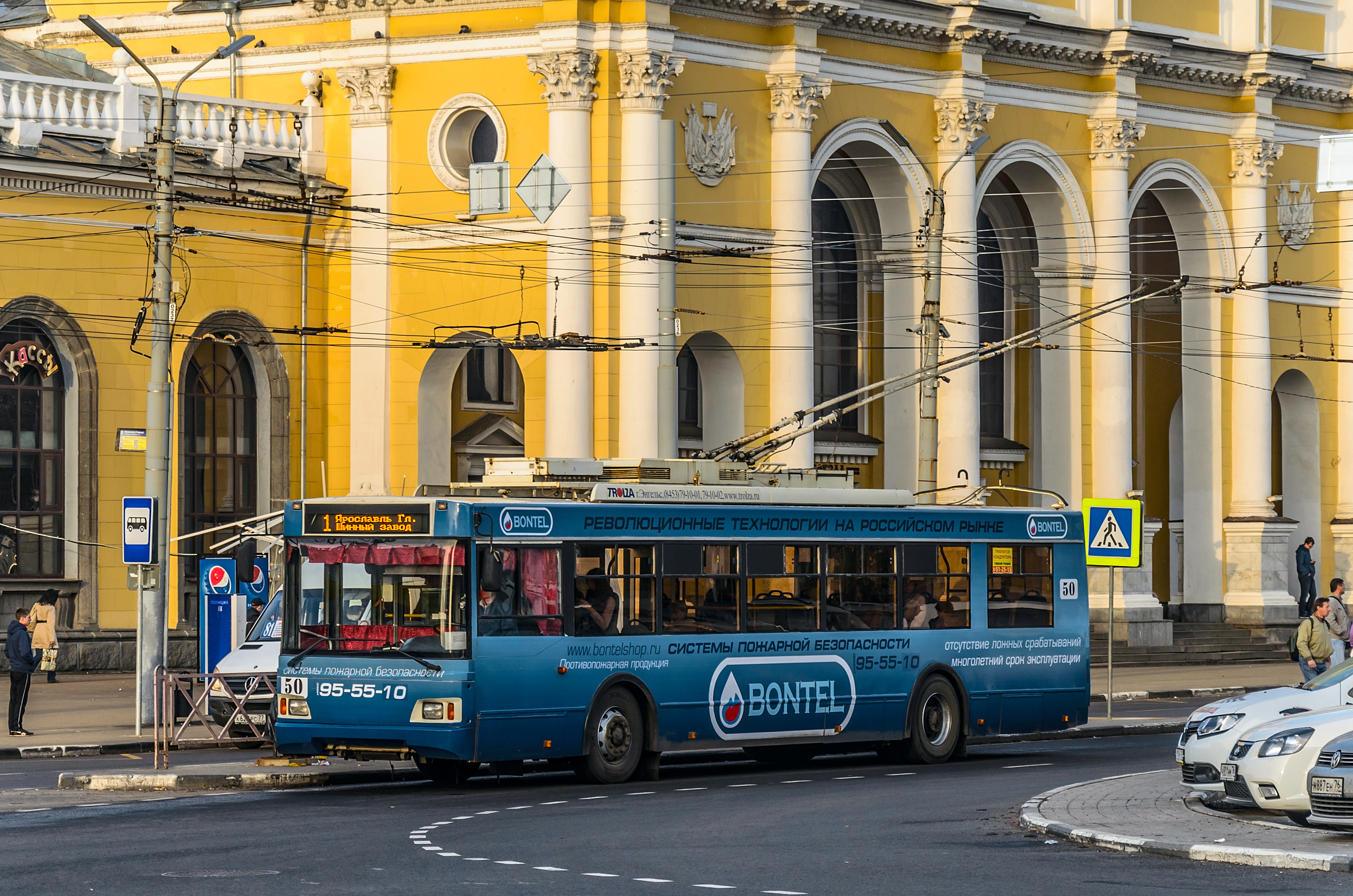
Тролза-5275.07 «Оптима»

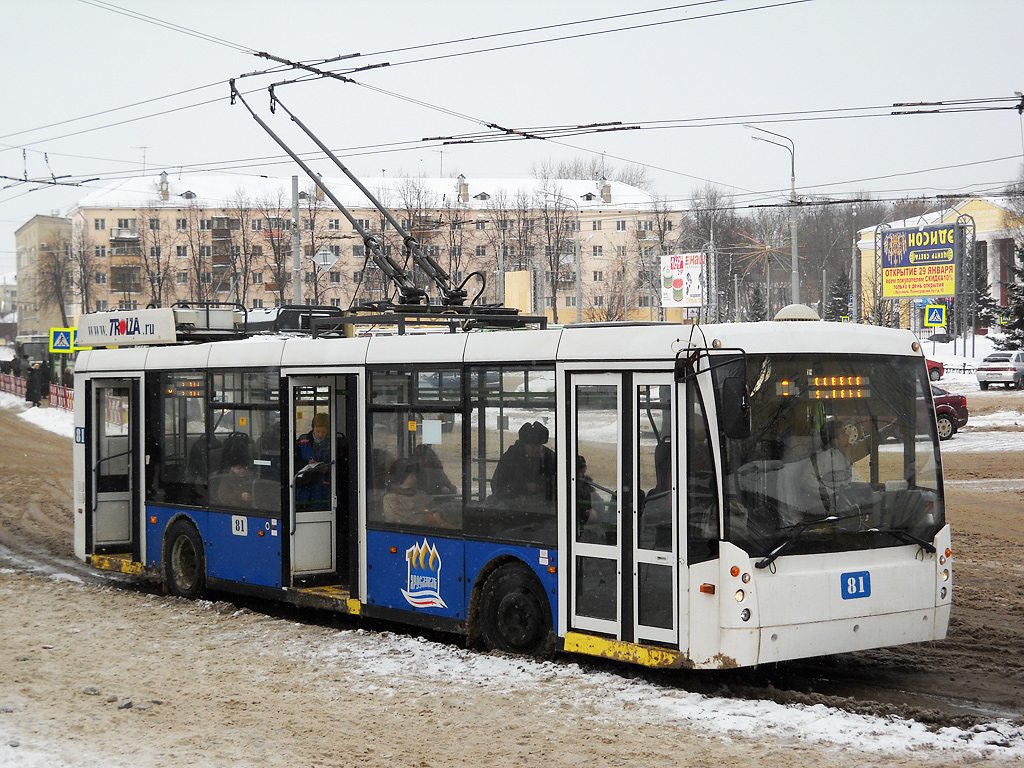
Тролза-5265 «Мегаполис»

По состоянию на 2024 год в Ярославле эксплуатируются троллейбусы моделей:
Одиночные троллейбусы:
- ЗиУ-682Г [Г00]
- ЗиУ-682Г-016.02
- ЗиУ-682 (ВМЗ)
- ЛиАЗ-5280
- ЛиАЗ-5280 (ВЗТМ)
- ТролЗа-5275.03 «Оптима»
- ТролЗа-5275.07 «Оптима»
- Тролза-5265 «Мегаполис»
- ВМЗ-5298.01-50 «Авангард»
- Синара 6254.01

Сочленённые троллейбусы:
- ТролЗа-62052.01 [62052Б] (последние 2 машины)

Ежедневный выпуск на линию в 2020 году составлял 84 машины, в 2023 году он опустился до 69 машин в будние дни и 57 в выходные.
Ещё в начале 2000-х выпуск доходил до 115 машин, из них до 30 «гармошек».

## Маршруты

Карта троллейбусных маршрутов (2022)

## Маршруты[16]

### Действующие
| № | Начало маршрута           | Конец маршрута            | Путь следования | Длина маршрута (км) | Дата открытия       | Депо |
| - | ------------------------- | ------------------------- | --- | ------------------- | ------------------- | ---- |
| 1 | Шинный завод              | Ярославль-Главный         | ЯШЗ → Проспект Ленина → Кинотеатр Родина → Красная площадь → Площадь Волкова → Площадь Юности → Площадь Труда → Проспект Толбухина → ЯЗТА → Полиграфкомбинат → Ярославль-Главный | 5,7                 | 7 ноября 1949 года  | № 2  |
| 3 | Фабрика «Красный Перевал» | Ярославль-Главный         | Фабрика Красный Перевал → 12-й микрорайон → Больница № 9 → Яблоневый посад → Мостоотряд → Поликлиника № 5 → Магазин Север → Улица Урицкого → Улица Елены Колесовой → Областная детская клиническая больница → Сельхозакадемия → Парижская Коммуна → Техуглерод → Лакокраска → Завод Опытных машин → ТК Тандем → Полимермаш → ТЭЦ-1 → Гостиница Турист → Улица Советская → Улица Воинова → Площадь Карла Маркса → Юбилейная площадь → Улица Кудрявцева → Магазин Турист → Полиграфкомбинат → Ярославль-Главный | 13,9                | 1951 год            | № 2  |
| 4 | Торговый переулок         | Фабрика «Красный Перевал» | Торговый переулок → Красная площадь → Улица Республиканская → Улица Победы → Площадь Карла Маркса → Областная онкологическая больница → ЯМЗ → НИИМСК → Лакокраска → Техуглерод → Парижская Коммуна → Сельхозакадемия → Областная детская клиническая больница → Улица Елены Колесовой → Улица Урицкого → Поликлиника № 5 → Мостоотряд → Яблоневый посад → Больница № 9 → 12-й микрорайон → Фабрика Красный Перевал                                                                                            | 12,8                | 1 ноября 1961 года  | № 2  |
| 5 | Улица Рыкачёва            | Ярославль-Главный         | Улица Рыкачёва → Улица Майорова → Улица Менделеева → Спорткомплекс «Атлант» → Больничный городок → «Арена-2000» → Улица Гагарина → Технический университет → Автовокзал → Московский вокзал → Выемка → Улица Большая Фёдоровская → Богоявленская площадь → Улица Республиканская → Улица Чайковского → Улица Володарского → Проспект Толбухина → Улица Лисицына → Улица Городской Вал → Улица Ухтомского → Ярославль Главный                                                                                  | 10,2                | 5 декабря 1964 года | № 2  |
| 7 | Волгоградская улица       | Октябрьская площадь       | Улица Волгоградская → 6-й микрорайон → Улица Панина → Проспект Дзержинского → Улица Пионерская → Улица Урицкого → Трамвайное депо → ТЦ Омега → Торгово-развлекательный комплекс РИО → Лакокраска → Завод Опытных машин → ТК Тандем → Полимермаш → ТЭЦ-1 → ЦНТИ → Октябрьская площадь | 10,5                | 1971 год            | № 2  |
| 8 | Торговый переулок         | Волгоградская улица       | Торговый переулок → Красная площадь → Улица Республиканская → Улица Победы → Площадь Карла Маркса → Областная онкологическая больница → ЯМЗ → НИИМСК → Лакокраска → Техуглерод → ТЦ Омега → Трамвайное депо → Улица Елены Колесовой → Улица Урицкого → Улица Пионерская → Проспект Дзержинского → Улица Панина → 6-й микрорайон → Улица Волгоградская | 12,2                | ноябрь 1965 года    | № 2  |
| 9 | Крестобогородская         | Шинный завод              | Крестобогородская → Улица Слепнёва → Арена-2000 → Технический университет → Автовокзал → Московский вокзал → Выемка → Улица Большая Федоровская → Улица Первомайская → Красная площадь → Кинотеатр Родина → Дом Моды → Проспект Ленина → ЯШЗ | 8,5                 | 1967 год            | № 2  |

### Закрытые
| №  | Начало маршрута           | Конец маршрута            | Длина маршрута (км) | Дата открытия                 | Дата закрытия                                       | Депо | Примечание |
| -- | ------------------------- | ------------------------- | ------------------- | ----------------------------- | --------------------------------------------------- | ---- | --- |
| 2  | Улица Громова             | Октябрьская площадь       | 10,5                | 20 декабря 1978 года          | 4 марта 2015 года (фактически) 2022 год (формально) | № 1  | Прекратил работу в связи с почти полным дублированием маршрутом № 7, однако из реестра был исключён в 2022 году. Ответвление до улицы Громова законсервировано по неизвестным причинам. |
| 2к | Улица Громова             | ЯМЗ                       | 9,6                 | 23 июля 2007 года             | 4 ноября 2007 года                                  | № 1  | Вводился на период ремонта путепровода у ЯМЗ. |
| 3к | Ярославль-Главный         | ЦНТИ Техуглерод/ТРЦ «Рио» | 8,3                 | 2 апреля 2012 19 августа 2019 | 4 декабря 2012 30 ноября 2020 года                  | № 1  | Вводился временно в связи с проведением капитального ремонта Тутаевского шоссе. |
| 4к | Фабрика «Красный Перевал» | ЯМЗ                       | 9,3                 | 7 июля 2007 года              | 4 ноября 2007 года                                  | № 2  | Вводился на период ремонта путепровода у ЯМЗ. |
| 6  | Больничный городок        | 3-я проходная НПЗ         | 7                   | ноябрь 1966                   | 31 августа 2004                                     | № 2  | Закрыт в связи с нерентабельностью, линия полностью демонтирована. Заменён автобусом № 2к.                                                                                              |
| 6  | Ярославль-Главный         | Богоявленская площадь     | 3,7                 | 19 декабря 2009 года          | 31 декабря 2018 года                                | № 1  | Закрыт в связи с нерентабельностью. |
| 8к | Улица Волгоградская       | ЯМЗ                       | [уточнить]          | 7 июля 2007 года              | 4 ноября 2007 года                                  | № 1  | Вводился на период ремонта путепровода у ЯМЗ. |
| 10 | Гостиница «Турист» (ЦНТИ) | Улица Урицкого            | 8,5                 | 1 июля 1985                   | 1996-1998[уточнить]                                 | № 2  | Закрыт в связи с нерентабельностью. |
| 10 | Улица Волгоградская       | Фабрика «Красный Перевал» | 13,1                | 6 августа 2009 года           | 27 марта 2010 года                                  | № 2  | Закрыт в связи с нерентабельностью. |

## Троллейбусные парки
- Троллейбусное депо № 1 (ноябрь 1949 — 31.03.2020). Старейший троллейбусный парк Ярославля, располагавшийся на улице Городской Вал, 15. К моменту объявления решения о закрытии 26 февраля 2020 года обслуживал троллейбусные маршруты № 1, 7 и 8.
- Троллейбусное депо № 2 (с 1966 года). Расположено на улице Гагарина, 61. Открыто вместе с троллейбусной линией к Ярославскому НПЗ и маршрутами № 5 и 6. После ликвидации отрезка от депо до 3-й проходной НПЗ стало тупиковым. Строилось по типовому проекту как трамвайный парк, на территории и в цехах в преддверии открытия были уложены рельсы, но в дальнейшем принято решение о перепрофилировании под обслуживание троллейбусов и было открыто уже как троллейбусное предприятие.
- Троллейбусное депо № 5. Строилось в конце 1980-х гг. — начале 1990-х на Ленинградском проспекте, впоследствии строительство было остановлено. Недостроенные корпуса проданы в 2012 году и переделаны в стоянку для большегрузных фур.
- Совмещённое трамвайно-троллейбусное депо (Ленинградский проспект, 37). В 2014 году создан проект перестройки трамвайного депо в трамвайно-троллейбусное проектной мощностью 60 трамваев и 139 троллейбусов и ликвидации старых троллейбусных парков. Трамвайный веер планировалось перенести на площадку между главным зданием депо и трамвайной линией по Ленинградскому проспекту. Площадку для отстоя троллейбусов планировалось организовать на месте существующего трамвайного веера.

## Оплата проезда
Стоимость проезда и проездных билетов определяются и утверждаются приказом Комитета по тарифам Департамента энергетики и регулирования тарифов Правительства Ярославской области. С 1 января 2025 года стоимость разового проезда в троллейбусе составляет 38 рубля. Проезд оплачивается кондуктору, а при его отсутствии — водителю. Также проезд может осуществляться по электронным проездным билетам долговременного пользования. На территории городских округов г. Ярославль и г. Рыбинск реализуется проект внедрения автоматизированной системы учёта и оплаты проезда в городском автомобильном и наземном электрическом транспорте общего пользования для граждан, имеющих право на льготу, по единым льготным проездным билетам долговременного пользования. Стоимость проезда по льготному проездному билету составляет 19 рублей. Оплата производится по этому билету с использованием валидатора. Категории граждан, имеющих право на бесплатный, либо льготный проезд, установлены действующим законодательством.
Переход ярославского электротранспорта на бескондукторное обслуживание с 22 марта 2021 года подвергся резкой критике горожан и СМИ, так как он привёл к многократному увеличению времени стоянок на остановках и конфликтам пассажиров с водителями и контролёрами. При установлении правила входа только через переднюю дверь некоторые из них сравнили данное действие с повторением «лужковских» ошибок в Москве в 2001—2018 годах.